# Ернестинув (Нижньосілезьке воєводство)
Ернестинув (пол. Ernestynów) — село в Польщі, у гміні Злотория Злоторийського повіту Нижньосілезького воєводства.
У 1975-1998 роках село належало до Легницького воєводства.